# Континентальна дівчина
Континентальна дівчина (англ. A Continental Girl) — американська військова драма режисера Джозефа Адельмана 1915 року.

## У ролях
- Мей Ворд — Флоссі Бургет
- Джордж Харкорт — містер Бургет
- Вільям Сорел — Аллен Грейнджер
- Олаф Скавлан — капітан Стонтон
- Вільям Х. Коун — Джаспер
- Джек Мюррей — Дерфут
- Джордж Бруггер — майор Камерон
- Еліс Лотус — тітка Дороті
- Мейбл Жюльєнна Скотт — подруга Флоссі
- Міс Девіс — подруга Флоссі